# Rubus ammobius
Espèce
Classification phylogénétique
Rubus ammobius est une espèce de plantes à fleurs de la famille des Rosaceae, proche de la ronce commune. On la rencontre dans le Nord de l'Europe, notamment en Allemagne mais pas en France. Cette espèce se distingue par ses fruits rouge foncé à maturité dont le goût rappelle la framboise, ainsi que par les tiges dressées munies de feuilles les unes composées-palmées à 5 folioles, les autres de structure intermédiaire entre composée-palmée et composée-pennée, à 6 ou 7 folioles par division de la foliole terminale. Il semble que cette ronce se soit formée à la suite d'hybridations naturelles entre le framboisier (Rubus idaeus) et la ronce commune (Rubus fruticosus lato sensu), comme en témoignent les fruits duveteux, de couleur et de goût intermédiaire entre les parents présumés.[réf. souhaitée]
Comme la plupart des ronces appartenant au groupe d'espèces du genre Rubus, sous-genre Rubus, section  Rubus (soit Rubus fruticosus lato sensu), cette espèce se reproduit de manière clonale en produisant des graines sans fécondation des ovules. Ce mode de reproduction, qui se rencontre également chez les pissenlits ou les alchémilles, est appelé apomixie.